# Farster Bauerschaft

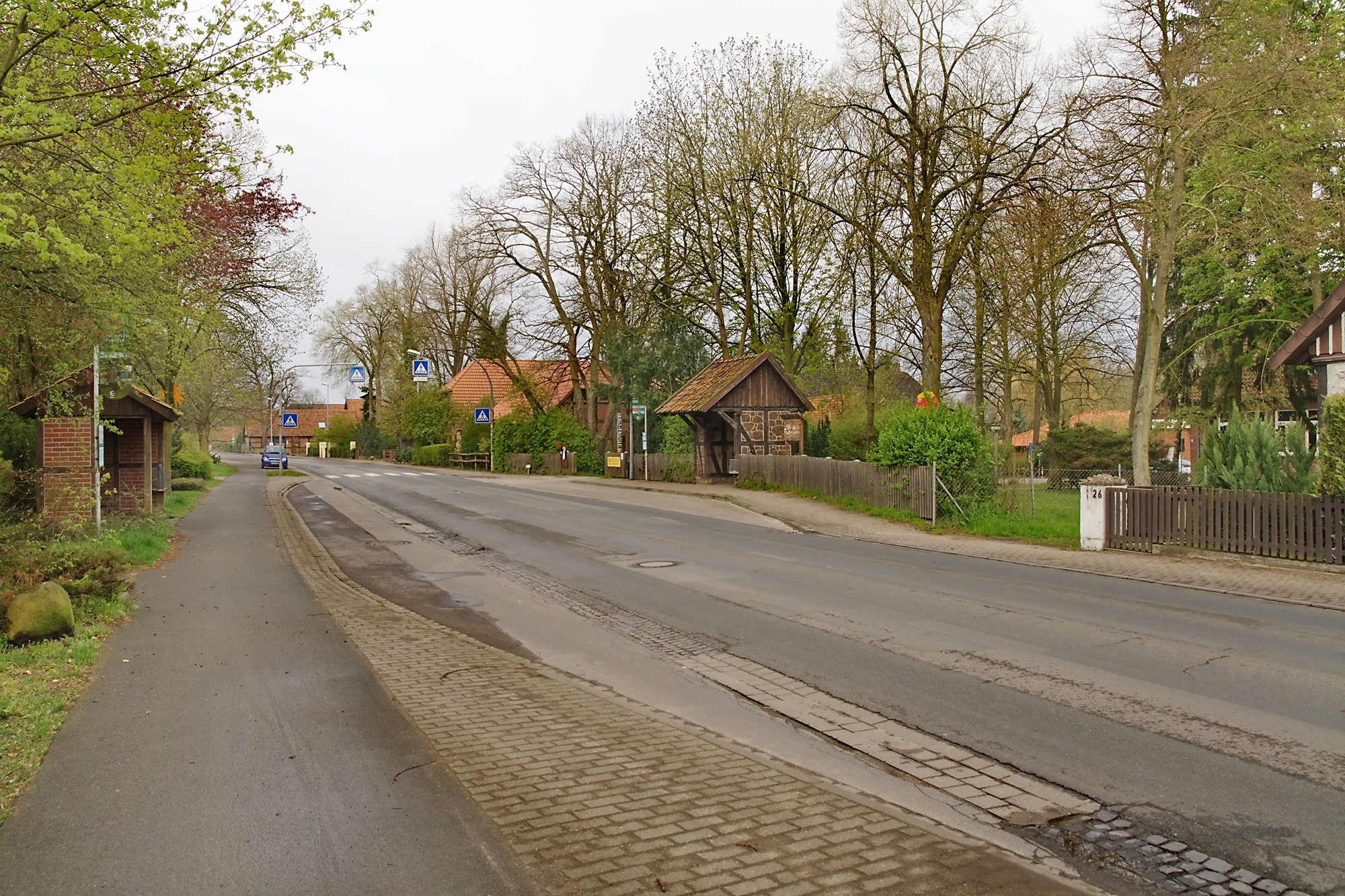
Dorfstraße in der Farster Bauerschaft

Die Farster Bauerschaft (FB) ist eine Ortschaft der Gemeinde Isernhagen in der niedersächsischen Region Hannover. Sie stellt das östliche Ende des Hufeisens dar, wie man die Altdörfer Isernhagens aufgrund ihrer geographischen Form auch nennt.

## Geografie
Die Farster Bauerschaft befindet sich auf einem Höhenzug, auf dem sich die weiteren Isernhagener Ortschaften Niedernhägener Bauerschaft und Kircher Bauerschaft aufreihen. In FB befindet sich mit 84 m ü. NHN die höchste Stelle der Gemeinde. Die erhöhte Lage war namengebend für die „Farster“.
Nördlich der Farster Bauerschaft liegt die Stadt Burgwedel, westlich die Ortschaft Hohenhorster Bauerschaft, südlich die Ortschaft Kircher Bauerschaft und östlich die Ortschaft Neuwarmbüchen.

## Geschichte
Bei der Farster Bauerschaft handelt es sich um einen bereits im Mittelalter als langgestrecktes Hagenhufendorf angelegten Ort. Die Bezeichnung als Bauerschaft gründet sich auf die in niederdeutschen Gebieten übliche Wirtschaftsform Burschap (Bauerschaft). Der Name wurde erstmals 1442 in den Registern der Burgvogtei Celle erwähnt. Der Begriff Farster im Namen des Ortes stammt von der historischen Bezeichnung Dachfarst für Dachfirst. Der Ort wurde so benannt, weil er von den vier Isernhagener Altdörfern der am höchsten gelegene ist.
Im Zuge der Gebietsreform in Niedersachsen, die am 1. März 1974 stattfand, wurden die zuvor selbständigen Gemeinden Altwarmbüchen, Kirchhorst und Neuwarmbüchen sowie der vier Isernhagen-Altdörfer (Farster Bauerschaft, Hohenhorster Bauerschaft, Kircher Bauerschaft und Niedernhägener Bauerschaft) in die neue Gemeinde Warmbüchen eingegliedert. Diese wurde am 1. Juni 1975 amtlich in Isernhagen umbenannt.

## Politik

### Ortsrat
Der Ortsrat der Farster Bauerschaft setzt sich aus vier Ratsmitgliedern zusammen. Im Ortsrat befindet sich zusätzlich ein beratendes Mitglied der CDU.
- CDU: 3 Sitze
- SPD: 1 Sitz

(Stand: Kommunalwahl 12. September 2021)

### Ortsbürgermeister
Die Ortsbürgermeisterin ist Angela Leifers (CDU).

### Wappen
Der Entwurf des Kommunalwappens der Farster Bauerschaft stammt von dem Heraldiker und Wappenmaler Gustav Völker, der zahlreiche Wappen in der Region Hannover erschaffen hat. Das Wappen wurde am 22. November 1954 durch den Niedersächsischen Minister des Innern verliehen.
| Wappen von Farster Bauerschaft | Blasonierung: „In Silber ein blauer, rechter Schrägbalken, belegt mit vier aufgerichteten, einander deckenden, silbernen Hufeisen. In der oberen Ecke eine schrägliegende, grüne Ähre, um den landwirtschaftlichen Charakter zu unterstreichen.“ |
| Wappen von Farster Bauerschaft | Wappenbegründung: Der Name Isernhagen zeugt von Eisenerzvorkommen, die hier nachweislich schon um das Jahr 900 ausgebeutet wurden. Darauf weisen die Hufeisen hin. Sie sollen außerdem daran erinnern, dass in Isernhagen seit langem mit Erfolg die Pferdezucht betrieben wird. Die Zahl von vier Hufeisen ist gewählt worden, um die enge Verbundenheit der selbstständigen politischen Gemeinden zu bekunden, die ein Kirchspiel und eine Siedlungseinheit bilden. Der blaue, rechte Schrägbalken soll den Fluss Wietze symbolisieren. Die Wappen der vier Gemeinden müssen gemeinsam betrachtet werden, zumal die Gemeinden sehr bemüht waren, sich ein einheitliches Wappen zu geben. Auf Verlangen des Niedersächsischen Ministers des Innern musste jedoch jede Gemeinde ein unterscheidendes Beizeichen in ihr Wappen aufnehmen. |

## Kultur und Sehenswürdigkeiten

### Bauwerke
Heute ist das Ortsbild von einer Vielzahl sehr alter, gepflegter Fachwerkhäuser und Bauernhöfe geprägt, die oftmals für eine neuzeitliche Nutzung umgestaltet wurden. Haus Nr. 72 in der Hauptstraße, Farster Bauerschaft, ist möglicherweise eines der ältesten Häuser des Ortes. Es wurde inschriftlich 1595 erbaut und weist in seiner Fassade die für seine Entstehungszeit (Renaissance) typischen Fächerrosetten auf.

### Fotogalerie

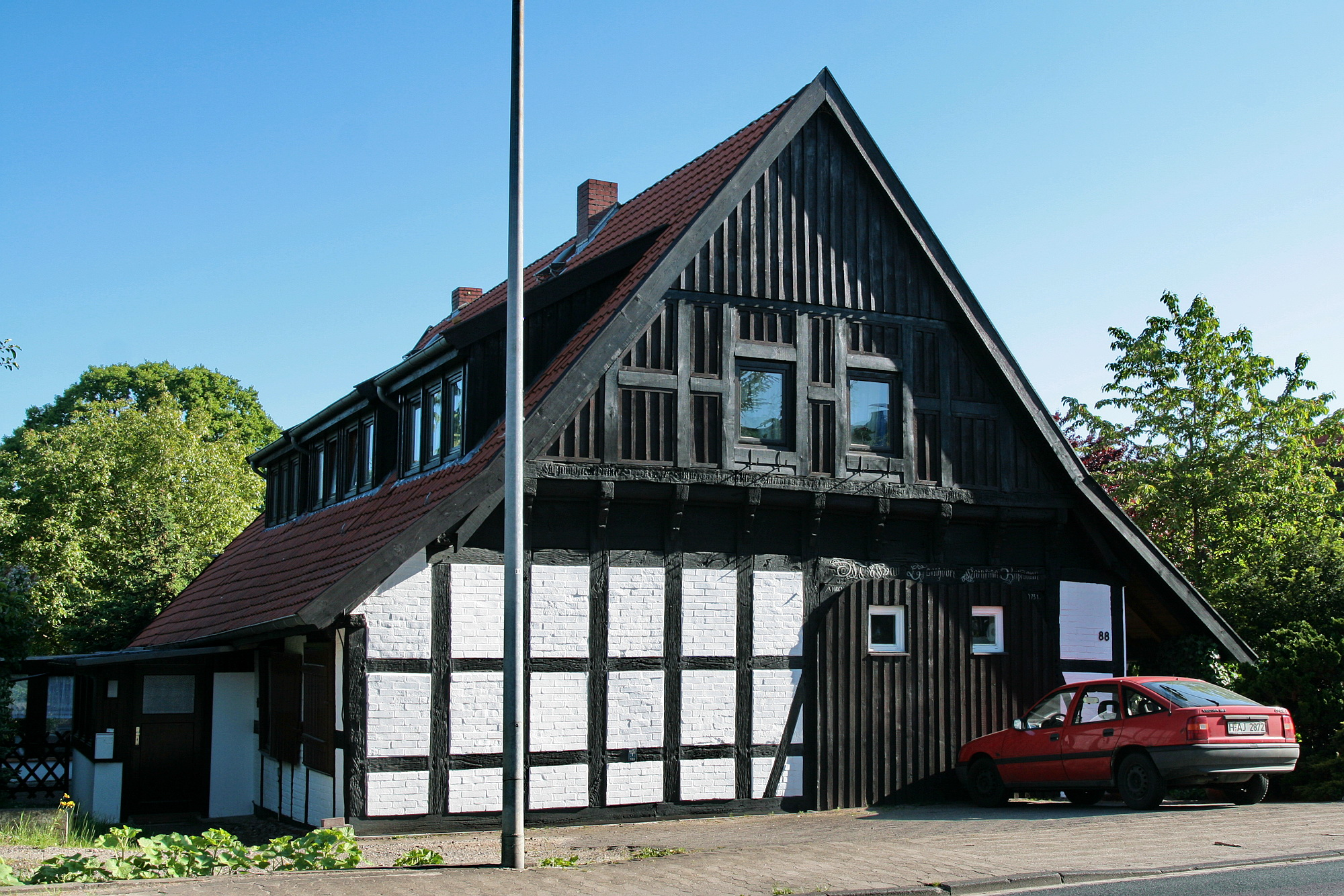
Fachwerkhaus von 1731
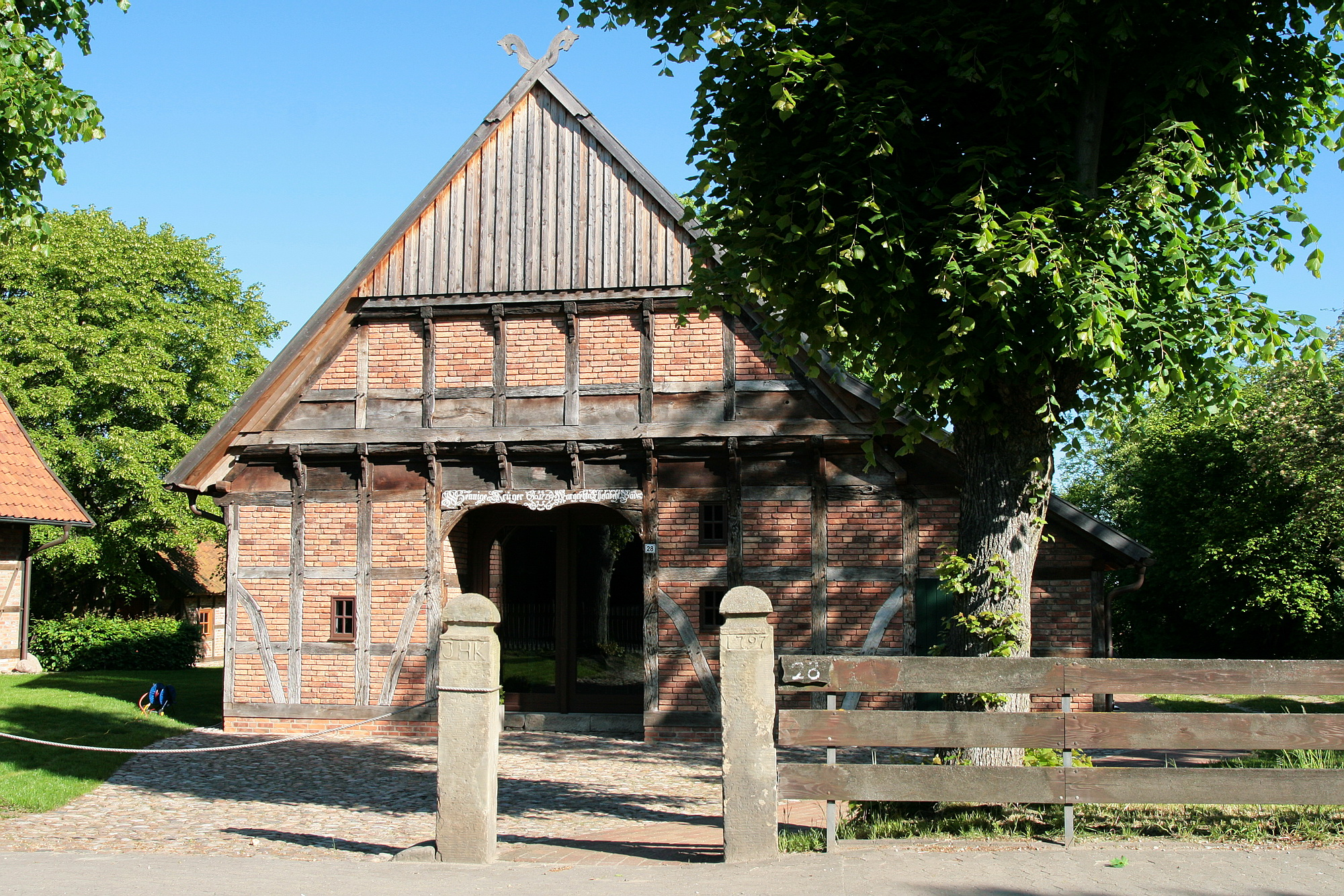
Fachwerkhaus von 1797
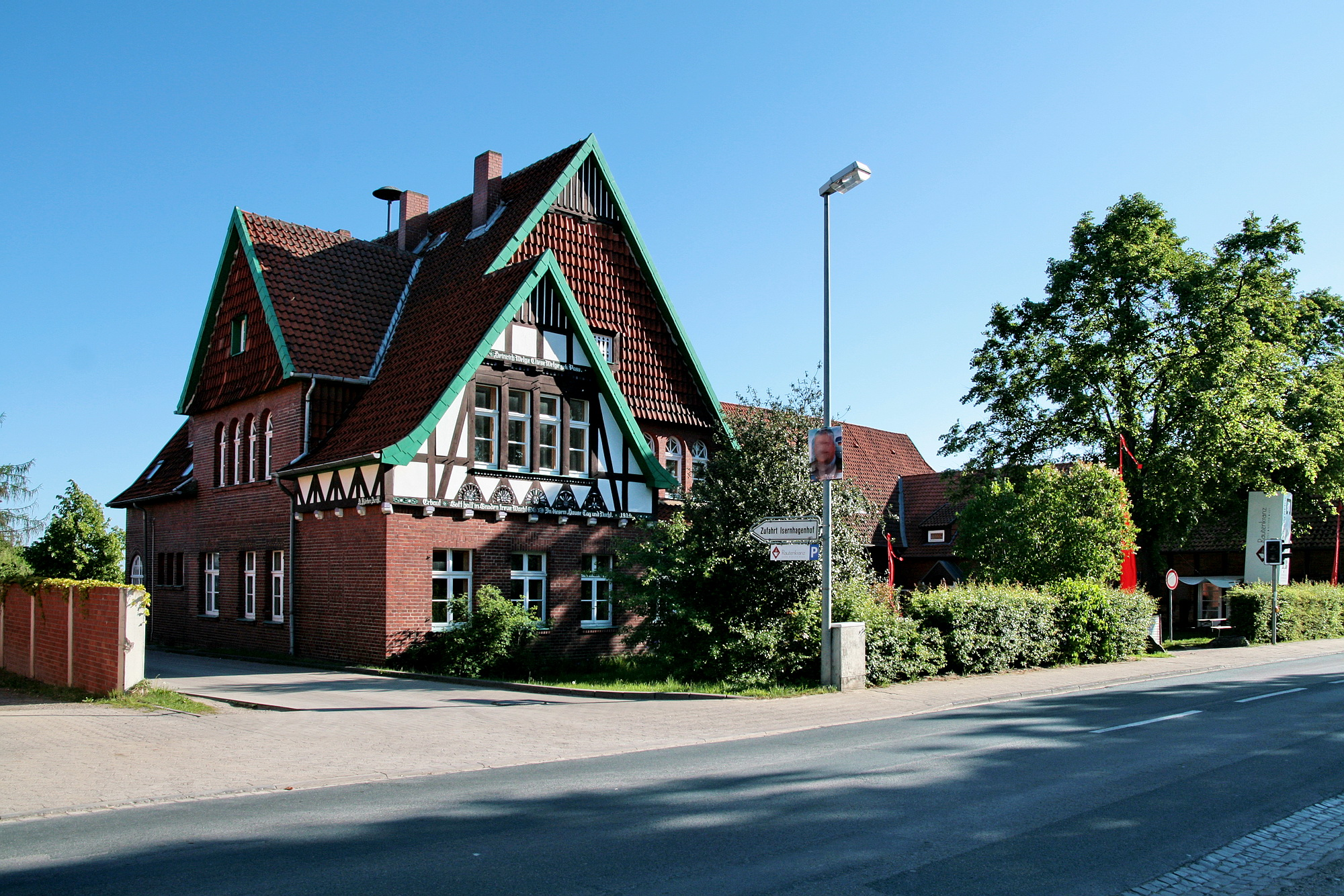
Der Isernhagenhof
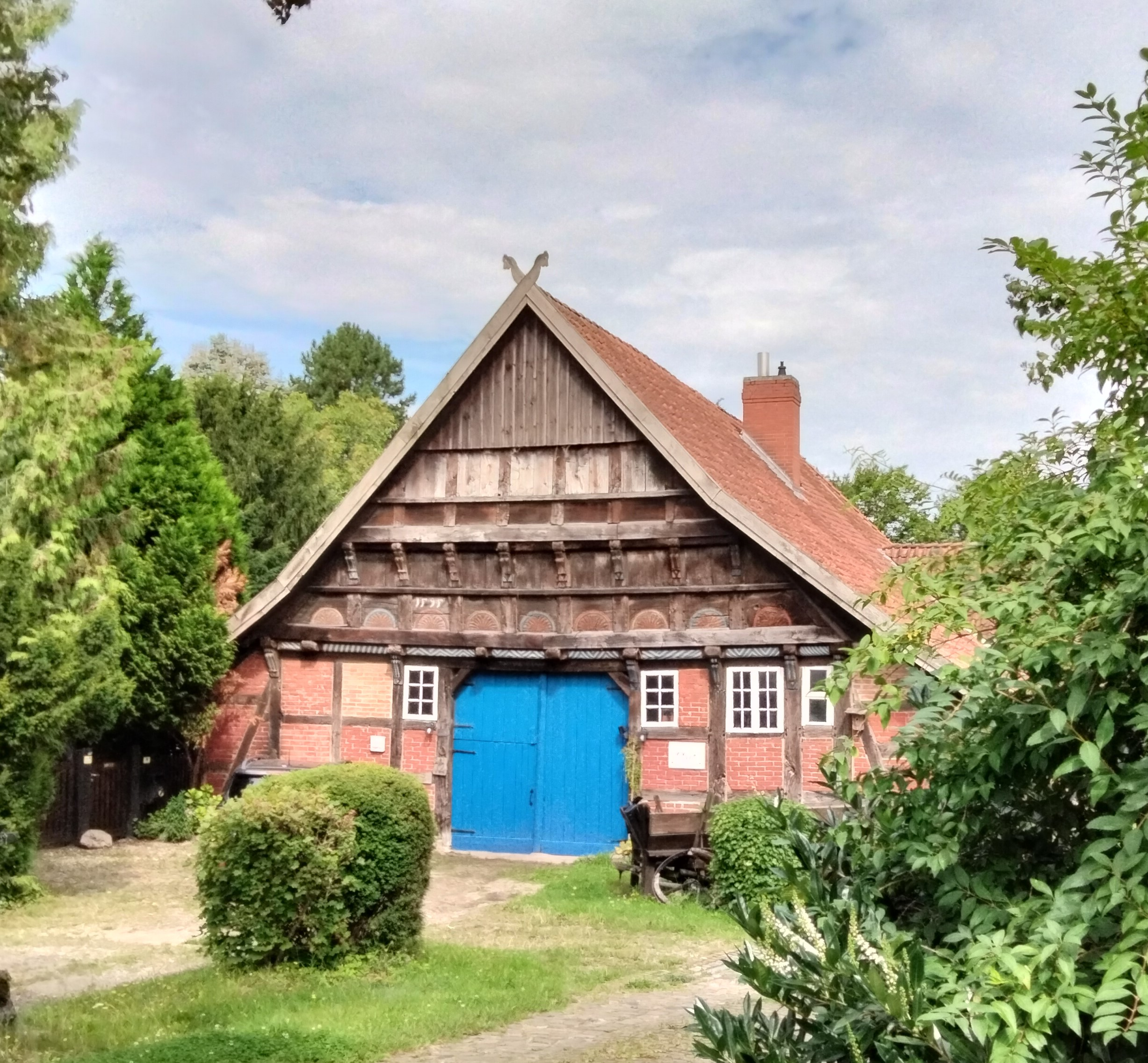
Fachwerkhaus von 1595